# ORP Orzeł (1954)
ORP Orzeł (292) – okręt podwodny średniego zasięgu projektu 613 (kod NATO: Whiskey), zbudowany w ZSRR, od 1962 roku dzierżawiony, a w 1965 roku zakupiony przez polską marynarkę wojenną, w której służył od 29 listopada 1962 do 31 grudnia 1983 roku. „Orzeł” jako pierwszy polski okręt podwodny pływał w zanurzeniu z użyciem chrap. W trakcie służby prowadził działalność szkoleniową i patrole operacyjne na Bałtyku, Morzu Północnym, Atlantyku oraz wodach polarnych, w tym na Morzu Barentsa, uczestnicząc w ćwiczeniach Marynarki Wojennej, sojuszniczych ćwiczeniach flot państw Układu Warszawskiego, oraz przeprowadzając ćwiczenia indywidualne, a także zimnowojenne operacje morskie przeciw marynarkom wojennym państw NATO.

## Zamówienie i budowa
Okręt został zbudowany zgodnie z dokumentacją projektową okrętów projektu 613 opracowaną przez CKB-18 (obecnie Biuro Konstrukcyjne Rubin) w stoczni Nr 112 „Krasnoje Sormowo” w Gorkim (obecnie Niżny Nowogród). Był częścią najliczniejszego programu budowy okrętów podwodnych czasów zimnej wojny – okręt wybudowano jako jedną z 215 ukończonych jednostek swego typu. Projekt bazował na nieukończonym wcześniejszym radzieckim projekcie 608 oraz konstrukcji niemieckich okrętów podwodnych typu VIIC i XXI. Jednostka o numerze stoczniowym 611 otrzymała numer taktyczny S-265, będący także jej oryginalną nazwą. Budowę okrętu rozpoczęto 27 lipca 1954 roku, wodowanie kadłuba nastąpiło 30 listopada 1954 roku. W połowie czerwca 1955 roku rozpoczęto próby stoczniowe, a po ich zakończeniu – 30 lipca 1955 roku okręt został przekazany marynarce wojennej ZSRR. Podczas przeprowadzonego między wrześniem 1961 a grudniem 1962 roku remontu jednostka uległa modernizacji, polegającej na zmianie szybu chrap, usunięciu armaty kalibru 25 mm i zdemontowaniu jej podstawy, przebudowie kiosku, zabudowie śluzy ratunkowej dzwonu ratowniczego, usprawnieniu systemu szybkiego zanurzania, zamianie śrub czteropłatowych na sześciołopatowe oraz instalacji systemu przeciwpożarowego WPŁ-52.
Bezpośrednio po stoczniowych próbach odbiorczych okręt podwodny S-265 odpłynął do Gdyni. 24 grudnia 1962 roku okręt podwodny S-265 o numerze burtowym 181 wszedł na redę portu Gdynia w towarzystwie radzieckiego trałowca i polskiego dużego ścigacza. Później okręt został wprowadzony do portu wojennego Gdynia-Oksywie. Po zacumowaniu wyładowano osiem torped bojowych i rozpoczęto przejmowanie okrętu. Próby w morzu odbyły się 26 grudnia 1962 roku, podniesienie bandery polskiej marynarki wojennej i wcielenie okrętu w jej skład nastąpiło 30 grudnia 1962 roku o godz. 09.00. Zgodnie z zarządzeniem szefa Sztabu Generalnego WP z 29 grudnia 1962 roku wydzierżawiony średni okręt podwodny otrzymał nazwę ORP „Orzeł” i burtowy znak taktyczny 292. Na dowódcę został wyznaczony kpt. mar. Stanisław Lorens (dotychczasowy dowódca ORP „Kaszub”), który skompletował załogę i do czasu przyjścia okrętu z ZSRR organizował szkolenie mające na celu przygotowanie jej do objęcia stanowisk na nowej jednostce.

## Charakterystyka techniczna

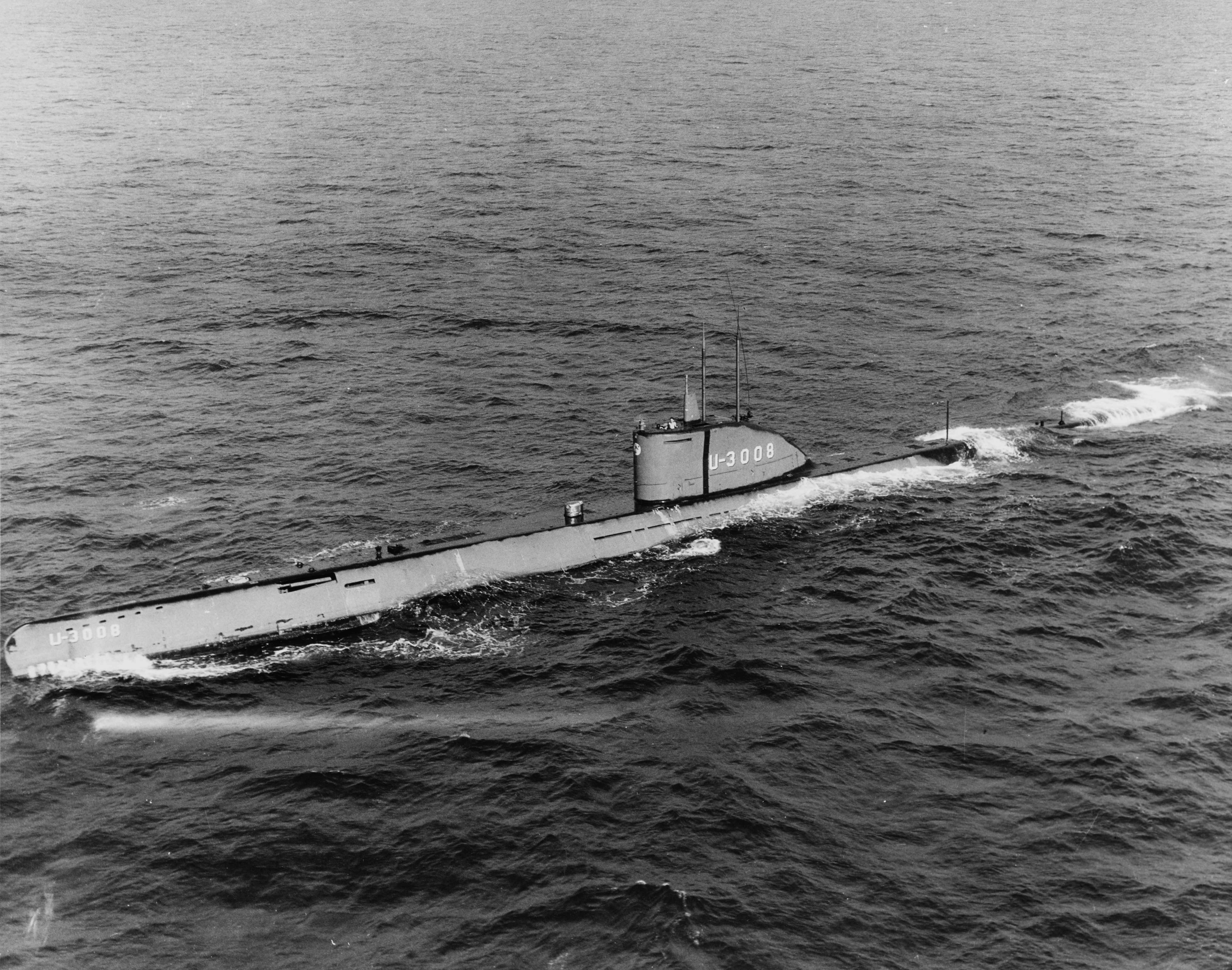
Niemiecki U-3008 typu XXI, po przejęciu przez Stany Zjednoczone

Jako jednostka projektu 613, zwanego na Zachodzie typem Whiskey, ORP „Orzeł” otrzymał wiele z charakterystyki niemieckich U-Bootów typu XXI. Proces projektowy tego okrętu rozpoczął się w roku 1942 pod postacią okrętu projektu 608, jednakże program ten został szybko zatrzymany przez dowództwo radzieckiej marynarki, gdyż wyporność tego okrętu przekroczyła o 50 ton wymagania marynarki. W 1946 roku program reaktywowano, tym razem w celu opracowania konstrukcji okrętów projektu 613, po przeprowadzeniu studiów konstrukcji opracowanych w III Rzeszy typów VIIC oraz XXI. Do tego celu wykorzystano także zatopiony na Bałtyku U-Boot U-250, który po wydobyciu z dna został poddany szczegółowym badaniom. Dzięki przeprowadzonym pracom studyjnym kadłub „Orła” otrzymał opływowy kształt, zaś część rufowa otrzymała konfigurację „noża” z dużym sterem umieszczonym za dwiema bliźniaczymi śrubami. Wały napędowe w części wystającej z kadłuba otrzymały wsparcie w postaci poziomych stabilizatorów. Za pędnikami umieszczono poziome stery głębokości. Niewielkie centrum bojowe okrętu umieszczono w podstawie kiosku – rozwiązanie z którego zrezygnowano w okrętach typu XXI – dzięki temu cały zestaw peryskopów i innych masztów (po złożeniu) mieścił się w całości w kiosku.

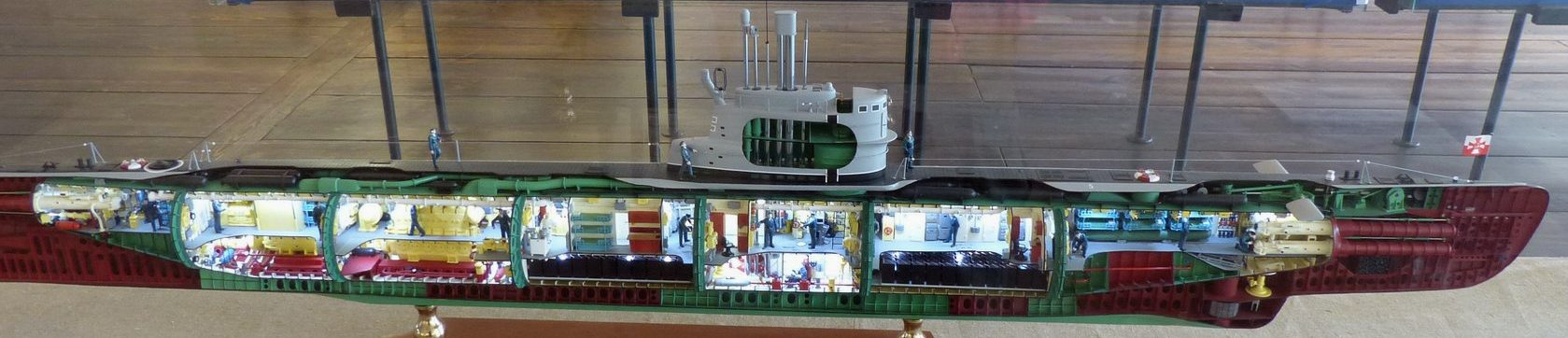
Przekrój okrętu

Napęd „Orła” na powierzchni zapewniały dwa silniki Diesla o łącznej mocy wyjściowej 4000 KM, w zanurzeniu natomiast dwa główne silniki elektryczne o łącznej mocy 2700 KM. Okręt wyposażony został także w dwa mniejsze silniki o łącznej mocy 100 KM służące do cichego pływania. To ostatnie rozwiązanie zostało wprost przejęte z konstrukcji niemieckich. Na okręcie zainstalowano dwa duże akumulatory po 112 ogniw każdy. W celu umożliwienia pływania podwodnego z użyciem silników spalinowych ORP „Orzeł” otrzymał chrapy, stając się pierwszym polskim okrętem podwodnym używającym tego typu rozwiązania technicznego. Tak skonfigurowany układ napędowy pozwalał „Orłowi” na rozwijanie prędkości 18,25 węzła na powierzchni oraz 13 węzłów w zanurzeniu.

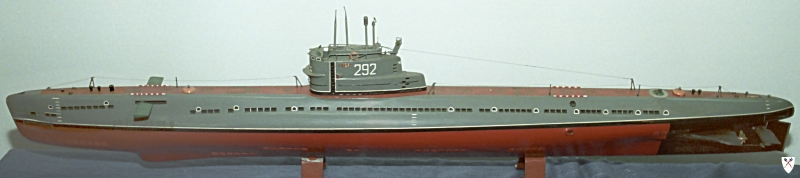
Kształt kadłuba ORP „Orzeł” widoczny w modelu jednostki

Podstawowe uzbrojenie jednostki stanowiło 12 torped wystrzeliwanych z sześciu wyrzutni torpedowych – czterech umieszczonych w dziobie okrętu oraz dwóch na rufie. Wyrzutnie działały na zasadzie pneumatycznej, z systemem niwelowania śladu torowego, i mogły odpalać torpedy do głębokości zanurzenia 70 metrów. Okręt miał też możliwość postawienia do 20 min z wyrzutni torpedowych. Przy tego rodzaju zadaniach, obok min, okręt mógł przenosić 2 torpedy służące do samoobrony. W odróżnieniu od wcześniejszych jednostek swojego typu „Orzeł” był pozbawiony działa. Okręt miał konstrukcję dwukadłubową z całkowicie spawanym kadłubem sztywnym wykonanym ze stali stopowej SChL-4. Jego konstrukcyjna testowa głębokość zanurzenia określona została na 200 metrów, zaś głębokość operacyjna na 170 metrów. W czasie projektowania stanowiło to bardzo dobre osiągnięcie – okręty projektu 613 mogły zanurzać się znacząco głębiej niż jednostki typu XXI, niemal zaś tak głęboko jak amerykańskie okrętu typu Tang. Możliwość osiągania dużych głębokości została jednak uzyskana kosztem warunków bytowych załogi.

## Służba operacyjna
W pierwszych latach służby w MW okręt odbywał rutynową działalność szkoleniową na Bałtyku, Morzu Północnym oraz na północnym Atlantyku. Złożył też szereg kurtuazyjnych wizyt w portach duńskich, szwedzkich oraz radzieckich (Leningrad). W ramach ćwiczeń na Bałtyku wykonywał skuteczne ataki torpedami ćwiczebnymi na niszczyciel ORP „Błyskawica”, korzystając zaś z naprowadzania radiowego z Polski „storpedował” radziecki krążownik projektu 68-bis (NATO: Swierdłow). 

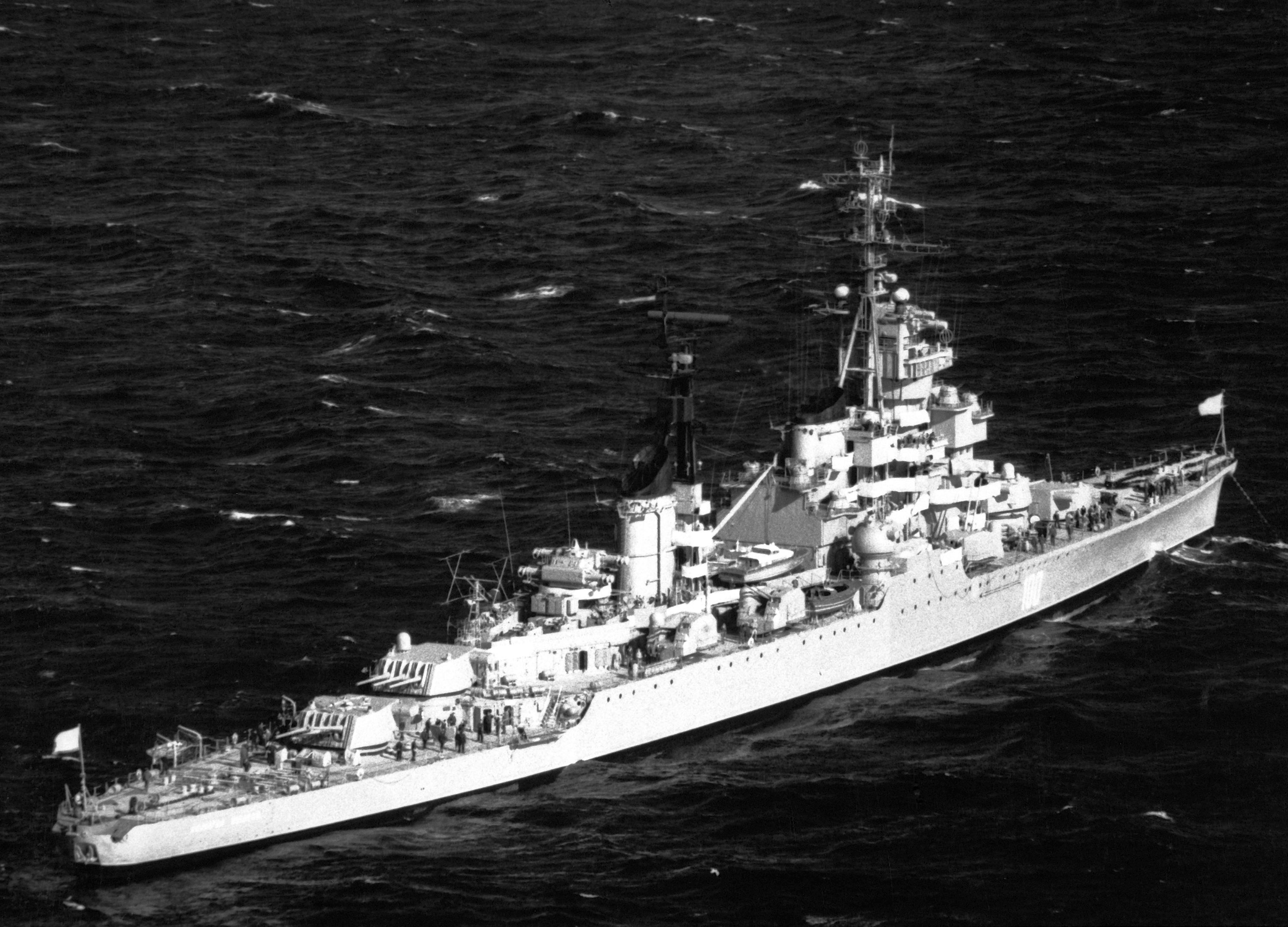
Radziecki krążownik projektu 68-bis

Realizując zimnowojenną strategię Układu Warszawskiego prowadził patrole bojowe na północnym Atlantyku, wykonując tam zadania ciągłego rozpoznania podejść do baz morskich NATO, w tym do amerykańskiej bazy strategicznych okrętów podwodnych Holly Loch w Szkocji oraz Londonderry w Irlandii Północnej, działań na morskich liniach komunikacyjnych potencjalnego nieprzyjaciela, a także realizując na Atlantyku szkoleniowe zadania programowe „Pływanie nawodne i podwodne OP” oraz „Użycie uzbrojenia i pokonywanie przeciwdziałania sił ZOP”.
Rozkazem Nr 14 dowódcy 3. Flotylli Okrętów z 17 stycznia 1973 roku maksymalna głębokość zanurzenia okrętu została ograniczona ze 170 do 120 metrów, co związane było ze stopniem zużycia kadłuba w ciągu ponad 17-letniej służby okrętu. Między 4 a 13 września tego roku odbyły się ćwiczenia sił morskich państw Układu Warszawskiego „FALA-74”. ORP „Orzeł” został uznany wówczas za najlepszy okręt na Bałtyku w ramach flot zaprzyjaźnionych w klasie okrętów podwodnych. 24 października 1980 roku okręt wykonał testowe zanurzenia na głębokość 124 m, które potwierdziły szczelność kadłuba oraz poprawność pracy mechanizmów, jednak już w następnym roku postępujące zużycie kadłuba ograniczyło zdolność zanurzania się do 100 metrów. W dniach 4–26 maja 1983 roku okręt wziął udział w wielkich ćwiczeniach sił Marynarki Wojennej o kryptonimie Reda-83. Przez następne lata okręt prowadził rutynową służbę, jednak pogarszający się stan kadłuba spowodował, że rozkazem dowódcy Marynarki Wojennej Nr 0132 z 30 grudnia 1983 roku ORP „Orzeł” zakończył służbę w składzie Polskiej Marynarki Wojennej. 30 grudnia 1983 roku na okręcie opuszczono po raz ostatni polską banderę.
Okręt czterokrotnie – w latach 1963, 1965, 1972 i 1977 – zdobywał miano Przodującego Okrętu Marynarki Wojennej. Sześciokrotnie uczestniczył w długotrwałych rejsach atlantyckich. W okresie swej służby pod polską banderą ORP „Orzeł” przebył łącznie około 90 tysięcy mil morskich, z tego ok. 30 tysięcy w zanurzeniu. Przebywał w morzu 15 tysięcy godzin, z tego 2,5 tysiąca w położeniu podwodnym. Zanurzył się 1500 razy. W 1986 roku kadłub okrętu został pocięty na złom.
Wycofywanie ze służby kolejnych jednostek projektu 613 spowodowało konieczność zastąpienia ich we flocie nowymi okrętami. Stąd też drugi „Orzeł” polskiej marynarki wojennej został zastąpiony w niej trzecim okrętem o tej samej nazwie – ORP „Orzeł” (291) projektu 877E.

### Dowódcy
- kpt. mar. Stanisław Lorens (30.12.1962 r. – 21.09.1964 r.)
- kpt. mar. Ryszard Miecznikowski (21.09.1964 r. – 09.09.1968 r.)
- kmdr ppor. Zdzisław Głowienka (07.11.1968 r. – 04.11.1969 r.)
- kpt. mar. Adam Lang (05.11.1969 r. – 07.07.1976 r.)
- kpt. mar. Henryk Kula (04.08.1976 r. – 10.12.1979 r.)
- kmdr ppor. Edward Olewiński (10.12.1979 r. – 08.03.1983 r.)
- por. mar. Ryszard Latos (08.03.1983 r. – 30.12.1983 r.)[4]

## Dalsza literatura
- Tadeusz Grzesikowski, Czesław Rudzki: ORP Orzeł [292], w: „Morza, Statki i Okręty” nr 5/1998, s. 30.